# Pedagogija slobodnog vremena
Pedagogija slobodnog vremena je područje pedagogije koje se bavi vaspitanjem u slobodnom vremenu te je kao takva veoma važna jer uključuje osmišljavanje, kreiranje, poticanje i slobodan izbor aktivnosti kojima ćemo se baviti u slobodno vreme. Predstavlja interdisciplinarno područje što znači da je povezana sa ostalim naukama i to sa filozofijom, antropologijom, psihologijom, komunikologijom, sociologijom, itd.

## Istorija
Pedagogija slobodnog vremena javlja se kao posebna pedagoška disciplina tek u 20. veku i to pod uticajem novih tehnologija koje su značajno skratile manuelni ljudski rad i povećale fond slobodnog vremena.

## Načela pedagogije slobodnog vremena
- Načelo slobode – slobodni izbor aktivnosti svakog pojedinca prema ličnim potrebama, interesima i mogućnostima;
- Načelo smislenosti – ostvarivanje slobodnog vremena kao odmora, zabave, razonode, razvijanja ličnosti, stvaralaštva...;
- Načelo individualnosti – slobodni izbor i saglasnost sa željama, sklonostima, interesima, zanimanjima, sposobnostima, mogućnostima i prema potrebama aktivnosti pojedinca ;
- Načelo raznovrsnosti – korišćenje različitih mogućnosti slobodnog vremena na svim područjima ljudske delatnosti;
- Načelo organizovanosti– normativna aktivnost, odnosno opšta i konkretna organizacija slobodnog vremena;
- Načelo amaterizma – lično zadovoljstvo, radost učestvovanja i postignuća kod svake osobe;
- Načelo primerenosti – briga o mogućnostima i sposobnostima svakog pojedinca prema polu, uzrastu, stepenu psihofizičkog razvoja osobe.[3]

## Zadaci pedagogije slobodnog vremena
1. Teoretsko proučavanje, istraživanje i konstituisanje posebne teorije vaspitanja u slobodnom vremenu;
2. Kritičko vrednovanje definicije slobodnog vremena koja je nastala u drugim naukama;
3. Proučavanje različitih aktivnosti u slobodnom vremenu i njihovog uticaja na formiranje i razvojličnosti;
4. Proučavanje, otkrivanje i doprinos uvođenju saznanja o slobodnom vremenu u programe školovanja mladih;
5. Doprinos izgradnji pravilnijeg odnosa društva prema slobodnom vremenu.

## Faktori organizacije i provođenje slobodnog vremena
1. Porodica - Jedna od ključnih uloga porodice je preuzimanje odgovornosti za slobodno vreme svoje dece. Ukoliko ona izgubi kontrolu nad aktivnostima kojima se bave deca u svoje slobodno vreme, postoji ogroman rizik da se deca izlože negativnim uticajima i lošem ponašanju.
2. Škola - Uloga škole u slobodnom vremenu deteta nije samo u pravilnom tumačenju zadataka i sadržaja u vezi sa smislom slobodnog vremena. Štaviše, osnovna škola treba da postane značajan faktor u razvijanju kulture ispunjavanja slobodnog vremena, što je neodvojivi deo njenog ukupnog delovanja.
3. Vršnjaci -  Deci je potrebno druženje, pa se obično okupljaju sa vršnjacima kako bi provodili slobodno vreme. Biraju svoje društvo na osnovu sličnih ili istih interesovanja, razmišljanja, stavova i vrednosti. Kroz ova druženja, razgovore i slično, oni zadovoljavaju svoje intelektualne, emocionalne, moralne i telesne potrebe, ali i unapređuju svoj socijalni razvoj. Zato ih ne treba ograničavati, već ih podsticati da se što više angažuju u raznim aktivnostima kako bi ojačali svoju ličnost i izgradili veze sa drugima.
4. Igra - Slobodno vreme je neizostavan deo života svakog pojedinca, bez obzira da li je reč o detetu ili odrasloj osobi. Igra je posebno važna u vezi sa vršnjacima i često je dominantna aktivnost tokom ranog detinjstva, kada deca provode veći deo svog vremena igrajući se. Kroz igru deca postaju snažnija, otpornija, razvijaju osećaj za saradnju i deljenje, pronalaze nove načine za rešavanje situacija što doprinosi razvoju inteligencije.
5. Mediji - Uticaj medija je toliko snažan da se po svom vaspitnom delovanju može izjednačiti sa uticajem primarnih vaspitnih faktora. Preko njih se širi vidokrug znanja i interesovanja, ali često mediji imaju i negativne uticaj. Taj negativni kontekst medija može ostaviti trajne posledice na ličnost pojedinca.[4]